# Ullsjön, Jämtland
Ullsjön är en sjö i Åre kommun i Jämtland och ingår i Indalsälvens huvudavrinningsområde. Sjön har en area på 0,11 kvadratkilometer och ligger 734,2 meter över havet. Sjön avvattnas av vattendraget Ullån.

## Delavrinningsområde
Ullsjön ingår i det delavrinningsområde (704125-136077) som SMHI kallar för Ovan None. Medelhöjden är 821 meter över havet och ytan är 4,88 kvadratkilometer. Det finns inga avrinningsområden uppströms utan avrinningsområdet är högsta punkten. Ullån som avvattnar avrinningsområdet har biflödesordning 3, vilket innebär att vattnet flödar genom totalt 3 vattendrag innan det når havet efter 322 kilometer. Avrinningsområdet består mestadels av skog (34 procent) och kalfjäll (64 procent). Avrinningsområdet har 0,11 kvadratkilometer vattenytor vilket ger det en sjöprocent på 2,3 procent.